# Eric Roberts
Eric Anthony Roberts (Biloxi, Misisipi, 18 de abril de 1956) es un actor estadounidense de cine, televisión y teatro. A lo largo de los años, ha acumulado más de 700 créditos y es uno de los actores de cine de habla inglesa más prolíficos. Fue nominado al Premio Óscar por su papel en Runaway Train (1985) y tres veces nominado al Globo de Oro por Runaway Train, Star 80 (1983) y King of the Gypsies (1978). Además, recibió elogios en el Festival de Cine de Sundance por su papel en A Guide to Recognizing Your Saints' (2006), e It's My Party (1996).

## Biografía
Creció en Atlanta (Georgia), donde asistió a la Henry W. Grady High School. Es el hermano mayor de las actrices Julia Roberts y Lisa Roberts Gillan, así como padre de la actriz Emma Roberts.

## Carrera
Roberts estuvo nominado al Óscar al mejor actor de reparto en 1985 por su papel como un convicto fugitivo en el filme Runaway Train. En 1987, ganó el Theatre World Award por su actuación debut en Broadway en la obra Burn This.
Otras de sus actuaciones incluyen King of the Gypsies, Star 80, Raggedy Man, The Pope of Greenwich Village, The Coca-Cola Kid, Rude Awakening, Best of the Best, By the Sword, The Specialist, The Immortals, La cucaracha, Purgatory y Con Games.
En 1996, personificó a El Amo en la película Doctor Who: La película. Roberts también apareció en la película de 2000 Race Against Time como un padre que vende sus órganos para pagar el tratamiento médico de su hijo y en el filme de 2002 Spun, junto a Mickey Rourke y Jason Schwartzman. Roberts dobló la voz de Dark Danny en la serie animada de Nickelodeon Danny Phantom.
Luego actuó en Royal Kill, un thriller psicológico dirigido por Babar Ahmed en el que también aparecen Pat Morita, Lalaine y Gail Kim. También fue un panelista en el programa televisivo de juegos Hollywood Squares y coprotagonizó la sitcom de ABC Less Than Perfect. En 2006, Roberts participó en la película A Guide to Recognizing Your Saints. Ese mismo año, fue actor invitado en la serie The L Word como Gabriel, el padre del personaje de Shane McCutcheon. En 2006, tuvo un papel en el filme de acción DOA: Dead or Alive.
Roberts ha aparecido en varios videos musicales, entre los que se encuentran «Mr. Brightside» de The Killers, «We Belong Together» e «It's Like That» de Mariah Carey, «Smack That» de Akon junto a Eminem, «Hey You» de Godhead, «Miss Atomic Bomb» de The Killers , «Nearly Forgot My Broken Heart» de Chris Cornell y «El baño», de Enrique Iglesias.
Más adelante interpretó a Ken Krame, un asesino condenado a muerte por el asesinato de una joven pareja, en un episodio de la serie CSI: Miami y como Sam Winfield, un antiguo policía que se vuelve activista, en el episodio "Victims" de Law & Order: Special Victims Unit.
A principios de enero de 2007, Roberts actuó en la miniserie de dos partes Pandemic como el alcalde de Los Ángeles. También dobló la voz del villano Mongul en la serie animada Liga de la Justicia y repitió su papel para el episodio "For the Man Who Has Everything", de Liga de la Justicia Ilimitada. Roberts formó parte del reparto de Héroes como Thompson, un asociado de Noah Bennet. También actuó en la secuela de Batman Begins, The Dark Knight, como Sal Maroni, un jefe del crimen organizado. En la serie Suits encarna a Charles Forstman, un enemigo de Harvey Specter.

## Vida personal
Su hija Emma Roberts nació el 10 de febrero de 1991, fruto de la relación con su novia de aquel entonces, Kelly Cunningham. Sin embargo, la relación terminó y Roberts se casó con Eliza Garrett en 1992. Fue arrestado por haber empujado violentamente a su mujer contra la pared en una disputa doméstica en 1995.
Roberts se convirtió en abuelo el 27 de diciembre de 2020. Su única hija Emma Roberts dio a luz a Rhodes Hedlund, fruto de su relación con el actor y músico Garrett Hedlund.

## Filmografía[6]

### Cine y televisión
- King of the Gypsies (Cine en 1978)
- Raggedy Man (1981)
- Star 80 (1983)
- The Pope of Greenwich Village (1984)
- Runaway Train (1985)
- The Coca-Cola kid (1985)
- Best of the Best (1989)
- The Ambulance (1990)
- By the Sword (1991)
- Final Analysis (1992)
- Best of the Best 2 (1993)
- The Specialist (1994)
- Saved by the Light (1995)
- Heaven's Prisoners (1996)
- The Cable Guy (1996)
- Public Enemies (1996)
- Doctor Who: la película (1996)
- Fiesta de despedida (1996)
- La Odisea (1997, miniserie)
- Most Wanted (1997)
- Making Sandwiches (1998, cortometraje)
- The Prophecy II (1998)
- Purgatory (1999)
- Cecil B. Demented (2000)
- Mercy Streets (2000)
- Stiletto Dance (2001, telefilme)
- Spun (2002)
- National Security (2003)
- Miss Cast Away (2004)
- Six: The Mark Unleashed (2004)
- The Civilization of Maxwell Bright (2005)
- Confessions of an Action Star (2005)
- Phat Girlz (2006)
- The L Word (2006, serie de TV, tres episodios)
- DOA: Dead or Alive (2006)
- Aurora (2006)
- A Guide to Recognizing Your Saints (2006)
- Héroes (2007)
- Entourage (2008, serie de TV, un episodio)
- The Cleaner (2008, serie de TV, un episodio)
- The Dark Knight (2008)
- Dark Honeymoon (2008)
- Law & Order: Criminal Intent (2008, serie de TV, episodio: "Betrayed")
- Fear Itself (2008, serie de TV, episodio: "Spooked")
- Witless Protection (2008)
- Crash (2009, serie de TV, 13 episodios)
- The Chaos Experiment (2009)
- The Butcher (2009)
- Shannon's Rainbow (2009)
- Royal Kill (2009)
- In the Blink of an Eye (2009)
- Dante's Inferno Animated (2010)
- Hunt to Kill (2010)
- Chuck (2010, serie de TV, 1 episodio)
- Enemies Among Us (2010)
- Sharktopus (2010, telefilme)
- The Expendables (2010)
- Crimes of the Past (2010)
- Lip Service (2011)
- Bloodwork (2011)
- Chillerama (2011)
- Silver Case (2011)
- Snow White: A Deadly Summer (2012)
- The Mark (2012)
- L'onore e il rispetto (2012, serie de TV)
- Bullet in the Face (2012, serie de TV)
- Femme Fatales (2012, serie de TV, 1 episodio)
- The Finder (2012, serie de TV, 1 episodio)
- Deadline (2012)
- Before I Sleep (2013)
- Assault on Wall Street (2013)
- The Hot Flashes (2013)
- The Cloth (2013)
- A Talking Cat!?! (2013, voz)
- Lovelace (2013)
- Suits (2014, serie de TV, 8 episodios)
- Inherent Vice (2014)
- Justified (2014, serie de TV, un episodio)
- A Fatal Obsession (2015)
- Real Blood: The True Beginning (2015)
- Lost Girl (2015, serie de TV, un episodio)
- The Human Centipede 3 (Final Sequence) (2015)
- Compadres (2016)
- Prayer Never Fails (2016)
- Stalked By My Doctor: The Return (2016)
- The Immortal Wars (2017)
- Actors Anonymous (2017)
- Grey's Anatomy (2018, serie de TV)
- Black Wake (2018)
- La Reina del Sur 2 (2019)
- Bleach (2020)
- Angels Fallen (2020)[7]
- The Electric Man (2022)
- The Righteous Gemstones (Serie TV, 2ª temporada) 2022
- Sweetwater (2023)[8]
- Altered Perceptions (2023)
- The Firing Squad (2024)

## Premios y distinciones
Premios Óscar
| Año  | Categoría              | Película             | Resultado |
| ---- | ---------------------- | -------------------- | --------- |
| 1986 | Mejor actor de reparto | El tren del infierno | Nominado  |